# ルイス郡 (ウェストバージニア州)
ルイス郡（英: Lewis County）は、アメリカ合衆国ウェストバージニア州の中央部に位置する郡である。2010年国勢調査での人口は16,372人であり、2000年の16,919人から3.2%減少した。郡庁所在地はウェストン市（人口4,110人）であり、同郡で人口最大の都市でもある。

## 地理
アメリカ合衆国国勢調査局に拠れば、郡域全面積は390平方マイル (1,010.1 km2)であり、このうち陸地382平方マイル (989.4 km2)、水域は8平方マイル (20.7 km2)で水域率は1.95%である。

### 主要高規格道路
- 州間高速道路79号線
- アメリカ国道19号線
- アメリカ国道48号線
- アメリカ国道33号線/アメリカ国道119号線
- ウェストバージニア州道4号線

### 隣接する郡
- ハリソン郡 - 北
- アップシャー郡 - 東
- ウェブスター郡 - 南
- ブラクストン郡 - 南西
- ギルマー郡 - 西
- ドッドリッジ郡 - 北西

## 人口動態

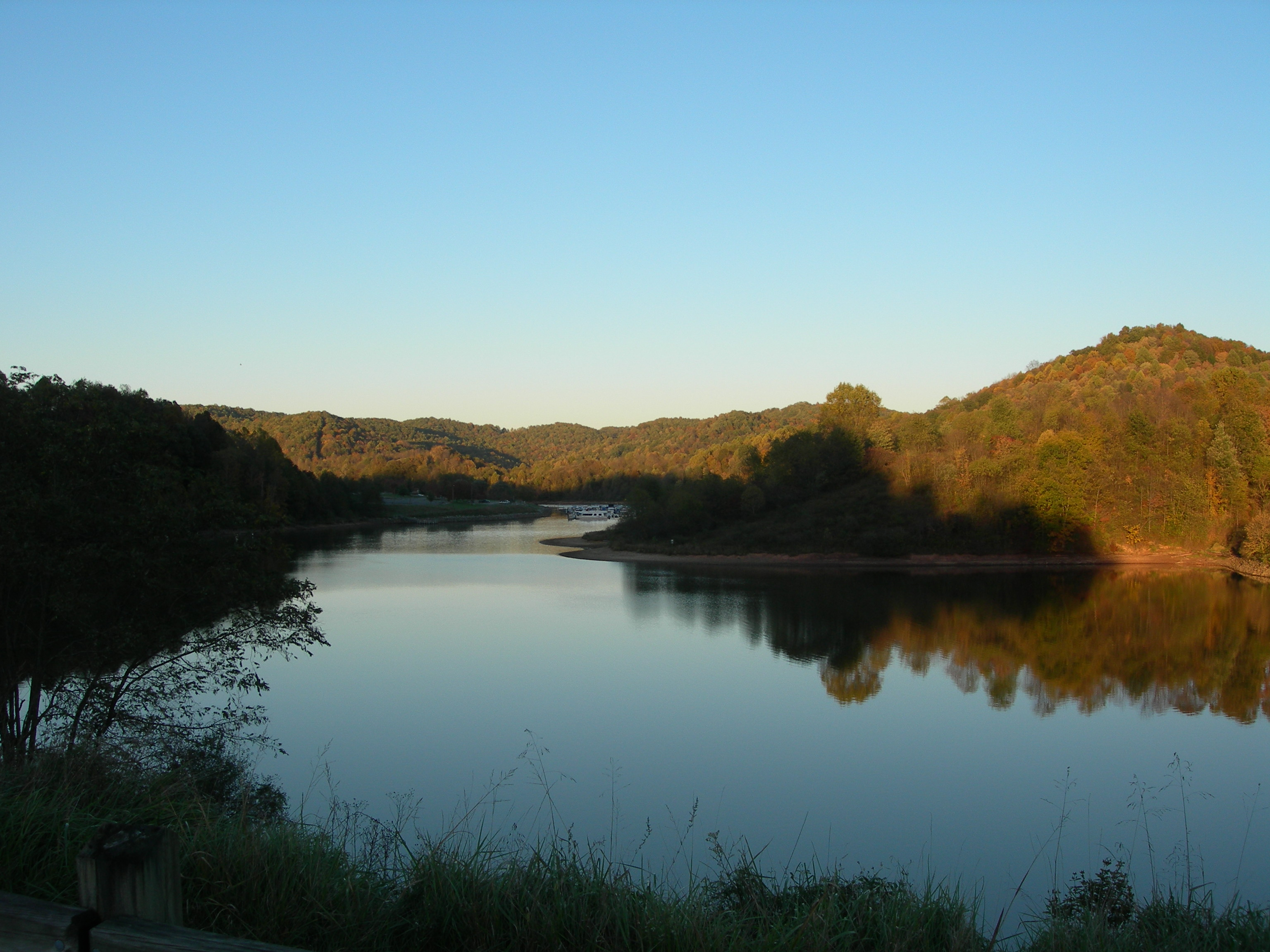
ストーンウォール・ジャクソン湖

以下は2000年国勢調査による人口統計データである。
| 基礎データ - 人口: 16,919人 - 世帯数: 6,946 世帯 - 家族数: 4,806 家族 - 人口密度: 17人/km2（44人/mi2） - 住居数: 7,944軒 - 住居密度: 8軒/km2（21軒/mi2） 人種別人口構成 - 白人: 98.59% - アフリカン・アメリカン: 0.13% - ネイティブ・アメリカン: 0.20% - アジア人: 0.29% - その他の人種: 0.08% - 混血: 0.70% - ヒスパニック・ラテン系: 0.50% 年齢別人口構成 - 18歳未満: 22.1% - 18-24歳: 7.7% - 25-44歳: 28.0% - 45-64歳: 25.9% - 65歳以上: 16.4% - 年齢の中央値: 40歳 - 性比（女性100人あたり男性の人口） - 総人口: 94.2 - 18歳以上: 91.4 | 世帯と家族（対世帯数） - 18歳未満の子供がいる: 28.6% - 結婚・同居している夫婦: 54.6% - 未婚・離婚・死別女性が世帯主: 10.5% - 非家族世帯: 30.8% - 単身世帯: 26.9% - 65歳以上の老人1人暮らし: 13.0% - 平均構成人数 - 世帯: 2.40人 - 家族: 2.88人 収入と家計 - 収入の中央値 - 世帯: 27,066米ドル - 家族: 32,431米ドル - 性別 - 男性: 27,906米ドル - 女性: 18,733米ドル - 人口1人あたり収入: 13,933米ドル - 貧困線以下 - 対人口: 19.9% - 対家族数: 16.3% - 18歳未満: 27.0% - 65歳以上: 11.2% |

## 都市と町

### 法人化市と町
- ウェストン - 郡庁所在地
- ジェインルー

### 未編入の町
| - アバディーン - アルキレスミルズ - アラムブリッジ - アーノルド - アスピノール - バブリン - ビールズミルズ - ベンデール - ベネット - バーリン | - ブラウンズビル - ブッチャーズビル - カムデン - チャーチビル - コプリー - コックスタウン - クロウフォード - エマート - フリーマンズバーグ - ガストン | - ジョージタウン - ホームウッド - ホーナー - アイルランド - ジャクソンミル - ジャクソンビル - キットソンビル - ライトバーン - マクガイアパーク - オーランド | - ピックルストリート - ロアノーク - ターナータウン - ウォーカーズビル - バレーチャペル - バディス |